# یواس‌اس فاکس (تی‌بی-۱۳)
یواس‌اس فاکس (تی‌بی-۱۳) (به انگلیسی: USS Fox (TB-13)) یک کشتی بود که طول آن 148 ft (45.11 m) بود. این کشتی در سال ۱۸۹۸ ساخته شد.